# GMAC
O GMAC é o braço financeiro da General Motors, pertencendo tanto à GM e quanto ao fundo de investimentos Cerberus Capital Management, que controla a Chrysler. Até 2008, tentava se tornar um banco comercial com a ajuda do FED.